# Ismailia Stadium
Das Ismailia Stadium (arabisch ملعب الاسماعيلية) ist ein Fußballstadion mit Leichtathletikanlage in der ägyptischen Stadt Ismailia. Es befindet sich ca. 13 Kilometer vom Stadtzentrum entfernt und wurde 1934 eröffnet. In den Jahren 2005 und 2009 fanden Renovierungen statt. Die Anlage bietet 18.525 Plätze. Die Fußballvereine Ismaily SC und al-Masry aus Port Said tragen hier ihre Heimspiele aus.
1991 war die Anlage ein Schauplatz der Vorrundenspiele im Fußball der V. Afrikaspiele in Kairo statt. 2006 wurde es als einer der Austragungsorte des Afrika-Cup genutzt. 2009 war es Austragungsort der U-20-Fußball-Weltmeisterschaft. 2019 fanden erneut Partien des Afrika-Cup in Ismailia statt.